# 和田弥月
和田 弥月（わだ みつき、1999年7月17日 - ）は、NHKのアナウンサー。

## 経歴・人物
大分県大分市出身。大分大学教育学部附属中学校、大分県立大分上野丘高等学校を経て、慶應義塾大学総合政策学部を卒業後、2022年にNHKへ入局。初任地は大分放送局。
中学校時代はコーラス部に所属し声楽を身に着け、「声による表現を探求したい」と将来の航路を定めた。またクラシックバレエを12年間やっていた。
大学時代は2018年に「FRESH CAMPUS CONTEST 2018 」のファイナリストに、2019年には「第39回横浜開港祭親善大使」に選ばれている。
芸能事務所のスペースクラフトに所属してタレント活動を開始。2020年2月からVoicyの経済総合ニュース、2021年2月からはスポニチニュースのパーソナリティーをそれぞれ務めた。
またテレビ朝日アスクに通っていた。
大学卒業と共にアナウンサーとして日本放送協会に入職。NHKの人事制度改革による地域職員採用制度を利用して和田は地元である九州・沖縄での勤務を希望。このため「地域勤務採用」となり、同期の多くと異なり地元大分でキャリアをスタートさせることとなった。
アナウンサーとして2022年6月9日午後のラジオニュースで初鳴きを果たした。またテレビでの初鳴きは、2022年6月15日の『NHKニュース』（12:15からの、大分ローカルニュース）であった。その後13:05に全国放送された『列島ニュース』で、大分局のニュースが当日の放送対象となったため、同時に全国放送デビューも同日に果たすこととなった。

## 現在の担当番組
- ぶんドキ（「やみつき自転車旅」リポーター、2023年4月26日 - ）
- 財前直見の大分みがきびと　(進行、2025年4月-)
- ぶんぶん探検隊（2代目 副隊長、2023年4月14日 - ）
  - 「別府市・南小学校区でお宝発掘！」（2023年4月14日）
  - 「玖珠町・森中央小学校区を探検」（2023年7月14日）
  - 「杵築市・護江小学校区でお宝発掘!」（2023年11月14日）
  - 「国東市・国東小学校区で大冒険」（2024年1月12日）
  - 「佐伯市・蒲江翔南小学校区でお宝発掘!」（2024年3月8日）
  - 「津久見市・保戸島小学校区でお宝発掘!」（2024年4月12日）
  - 「由布市・挟間小学校区でお宝発掘」（2024年7月12日）
- ニュース845おおいた（ローテーション制）
- 大分県のニュース・気象情報・中継・リポート

## 過去の担当番組
大分放送局時代（2022年度 - ）
- 5時いろラジオ
- 九州・沖縄地方のニュース（2023年6月21日、10月18日、2024年5月13日・応援派遣要員） - 福岡局より
- ニュース845福岡（2023年6月21日、10月18日、2024年5月13日） - 応援派遣要員
- はっけんラジオ - 福岡局より
  - 「ドクター小野村のなるほど!・今なぜ流行インフル 効果的な予防法とは」（2023年6月21日）
  - はっけんラジオ from大分「災害多発時代・未明の急な大雨からどう避難するか」（2023年9月8日） - 大分局より
  - 「ドクター小野村のなるほど・仏でトコジラミ大発生!日本へ影響は?」（2023年10月18日）
  - はっけんラジオ from大分「旅先で困ったこと」（2024年4月25日） - 大分局より
- ラジオニュース（九州沖縄、R1・FM）の泊まり勤務担当（2023年6月22日 - 23日、10月19日 - 20日、2024年5月14日 - 15日） - 応援派遣要員[注釈 1]
- 大雨関連特設ニュース（2023年7月9日・九州沖縄地方） - 大分放送局より大分県の災害状況を伝えた[注釈 2]。
- 今夜も生でさだまさし「いい湯だな 別府!ステップ!ジャンプ!」（2023年11月24日） - PRコーナー
- うまいッ!「干潟が育む!かき 〜大分・中津市〜」（2024年1月21日） - 地元応援団（リポーター）
- 第96回選抜高等学校野球大会（2024年3月28日） - アルプススタンドリポート
- 第107回全国高等学校野球選手権大会 - アルプススタンドリポート
- ぶんドキ
  - 宮崎大地の代理キャスター（2024年8月7日 - 9日、8月14日 - 16日）
- 沖縄県のニュース（2025年6月24日・応援派遣要員） - 沖縄局より